# Max Carl Wilhelm Weber
Aquest autor és citat en taxonomia animal amb el nom «Weber».

Les línies de Weber, Lydekker i Wallace, tres possibles fronteres biogeogràfiques entre les regions oriental i Australàsia.

Max Carl Wilhelm Weber o Max Wilhelm Carl Weber (Bonn, 5 de desembre de 1852 - Eerbeek, Brummen, 7 de febrer de 1937) fou un zoòleg, anatomista i taxonomista i biogeogràfic alemany-neerlandès. És conegut sobretot per haver establert la línia de Weber, una frontera biogeogràfica que tanca la regió en què la fauna de mamífers és exclusivament d'Australàsia.

## Biografia
Weber va estudiar a la Universitat de Bonn, després a la Universitat Humboldt, a Berlín, amb el zoòleg Eduard Carl von Martens (1831-1904). Va obtenir el seu doctorat el 1877. Weber, professor a la Universitat d'Utrecht, va participar a continuació en una expedició al mar de Barentsz. Després d'això, el 1883 es va convertir en professor de Zoologia, Anatomia i Fisiologia a la Universitat d'Amsterdam, de la qual fou catedràtic. El mateix any va ser nacionalitzat neerlandès. Es va casar amb Anna Antoinette Weber-van Bosse, una botànica holandesa. També fou director del Museu Zoològic d'Amsterdam entre el 1898 i el 1922.
Estudiava sobretot els mamífers, especialitzant-se en els cetacis, però la seva contribució més cèlebre a la taxonomia fou la seva descripció de l'ordre Pholidota el 1904.
Va dibuixar la línia de Weber que tanca la regió en què la fauna de mamífers és exclusivament d'Australàsia. La línia de Weber és una alternativa a la línia de Wallace.
Com és el cas de les espècies de plantes, les campanyes de reconeixement van revelar que per a la fauna dels grups de vertebrats, amb excepció de les aus, la línia de Wallace no era el límit biogeogràfic més important. El grup de les illes Tanimbar, i no la frontera entre les illes de Bali i Lombok, sembla la interfície principal entre les regions oriental i Australàsia per als mamífers i altres grups de vertebrats terrestres. Així, per a molts invertebrats, aus i papallones, aquesta interfície està millor representada per la línia de Weber que per la línia de Wallace.
Max Carl Wilhelm Weber va ser el líder de l'Expedició Siboga.
El material que recollí durant els seus nombrosos viatges arreu del món li serví per escriure Die Säugetiere ("Els mamífers"), un llibre que tingué gran importància en la taxonomia de la primera meitat del segle xx.

## Publicacions
- Weber, M. [W. C.] (ed.), 1890-1907.  Zoologischer Ergebnisse einer Reise in Niederländisch Ost-Indien , 1 (1890-1891): [iv], i-xi, mapes I-III, 1-460, pls. I-XXV, 2 (1892): [i-v], 1-571, pls. I-XXX, 3 (1894): [i-v], 1-476, pls. I-XXII; 4 (1897-1907): [i-v], 1-453, pls. I-XVI (E. J. Brill, Leiden).
- Weber, M. [W. C.], 1902.  Introduction et description de l'expedition ", I. Siboga-expeditie.
- Weber, M. [W. C.], 1904b.  Enkele Resultater der Siboga-expeditie . Versl. gewone Verga. WIS-a natuurk. AFD. K. Akadimos. Wet. Amsterdam, 12 (2): 910-914.
- Weber, M. [W. C.] & L. F. de Beaufort, 1911-1962.  The fishes of the Indo-Australian Archipelago , I (1911). Index of the ichthyological papers of P. Bleeker: i-xi, 1-410, 1 portrait; II. (1913). Malacopterygii, Myctophoidea, Ostariophysi: I Siluroidea: i-xx, 1-404, 1 portrait; III.